# Sarah & Harley – Eine Freundschaft für immer
Sarah & Harley – Eine Freundschaft für immer (Originaltitel Harley’s Hill) ist ein US-amerikanischer Kinderfilm des Regisseurs Don Most aus dem Jahr 2011. In den Hauptrollen sind Christopher Atkins und Kirstin Dorn zu sehen.

## Handlung
Das Dressurreitpferd Harley bricht eines Nachts aus dem Stall seines Besitzers Potter aus. Nachdem es einige Zeit durch die Wildnis gestreift ist, kommt es auf die Miller-Ranch, wo sich die 10-jährige Sarah des Tieres annimmt. Sie pflegt es gesund und beginnt unter Anleitung ihrer Tante Sharon für ein Reitturnier zu trainieren.
Als nach dem Turnier ein Foto von Sarah und Harley veröffentlicht wird, erkennt Potter darauf sein Pferd und fordert es zurück. Widerstrebend gibt die traurige Sarah das Tier her. Allerdings erkennt Potter später, dass Harley für seine Zwecke nicht mehr taugt. Er entschließt sich es zu verkaufen, woraufhin Sarahs Vater Harley für seine Tochter kauft.

## Hintergrund
In Deutschland wurde Sarah & Harley – Eine Freundschaft für immer am 21. Januar 2013 auf DVD veröffentlicht.